# Малый Кармак
Малый Кармак — река в России, протекает в Свердловской и Тюменской областях. Устье реки находится в 176 км по левому берегу реки Пышма. Длина реки составляет 32 км.

## Этимология
Название реки в переводе с татарского «кармак» — «крючок».

## Притоки
- Метелик, у д. Сажина[2]

## Данные водного реестра
По данным государственного водного реестра России относится к Иртышскому бассейновому округу, водохозяйственный участок реки — Пышма от Белоярского гидроузла и до устья, без реки Рефт от истока до Рефтинского гидроузла, речной подбассейн реки — Тобол. Речной бассейн реки — Иртыш.
Код объекта в государственном водном реестре — 14010502212111200008287.

## Населённые пункты
Тугулымский городской округ:
- д. Чураки[2]
- д. Ядрышникова[2]
- д. Сажина[2]
- с. Верховино[2]
- ост п. 2102 км[2]
- д. Гилёва[2]
- с. Мальцево[2]